# GROOVISIONS
groovisions（グルーヴィジョンズ）は、グラフィック、ムービー、プロダクトなど様々なデザインを行うデザイン集団である。

## 概要
前身はDJチームgroovequestで、1993年京都にて設立。97年より活動拠点を東京に移す。
代表作は、顔のパーツは同じだが、髪型、服装、性別を変幻自在にできるキャラクターの「chappie」シリーズ。
略称は「グルビ」または「GRV」。全国の「イオンモール」のCMで使用されている映像も手掛けている。